# Литературная премия группы «Утусан»
Литерату́рная пре́мия гру́ппы «Уту́сан» (малайск. Hadiah Sastera Kumpulan Utusan - HSKU) — одна из заметных литературных премий в Малайзии.

## История создания
Премия была введена в 1985 г. для поощрения создания литературных произведений на малайском языке, который с 1957 г. является национальным языком в Малайзии.
Группа «Утусан» (Kumpulan Utusan), один из крупнейших газетных трестов в Малайзии, была создана в 1938 г. в Сингапуре, в Куала-Лумпуре — с 1958 г..
Первыми изданиями были ежедневные газеты «Утусан Мелайю» на джави и «Утусан Малейсиа» (Utusan Malaysia) на латинице. В 2003 г. издание газеты «Утусан Мелайю» было прекращено. В настоящее время трест издаёт ежедневную газету с воскресным выпуском «Минггуан Малейсия» (Mingguan Malaysia) тиражом около 245 тыс. экземпляров, ежедневный таблоид «Космо!» (Kosmo!) с воскресным выпуском «Космо! Ахад» (Kosmo! Ahad) тиражом около 166 тыс. экземпляров и 12 журналов — все на малайском языке. Является также интернет-провайдером и издательским центром.
Среди спонсоров премии были Public Bank, ExxonMobil, с 2015 г. — инвестиционная компания Permodalan Nasional Malaysia (PNM).

## Современное положение
В настоящее время премии присуждаются по шести категориям: лучшая повесть для юношества; лучший рассказ; лучший рассказ для юношества; лучшее стихотворение; лучшая статья; лучший рассказ, напечатанный в портале газеты. Для категорий «Лучший рассказ», «Лучший рассказ для юношества» и «Лучшее стихотворение» определяются три основных премии и пять поощрительных, для категории «Лучшая повесть для юношества» — три основных и три поощрительных, для категории «Лучшая литературная статья» — две основных премии, для категории «Лучший рассказ, напечатанный в портале газеты» — одна основная и пять поощрительных. Размер премий от 2 до 12 тыс. ринггитов.

## Лауреаты премии
Премию в разные годы получали Джохан бин Джаафар (2001), Разали Мохд. Юссоф (2003), Разали Эндун (2006), А. Азиз Дераман (2013), Муналиа (1988, 1990), Рухайни Матдарин (2011, 2012, 2013) , Заен Кастури (2007), С. М. Закир (1999, 2003, 2014, 2016) , Абдул Латип бин Талиб (2005), Файсал Техрани (1999, 2002, 2003, 2004), Нор Азах Абдул Азиз (2002, 2004), Ана Балкис (2000), Малим Гозали ПК (2014, 2015, 2016), Джасни Матлани (2016), Амелия Хашим (2015), Салих Рахамад (2014), Т. Алиас Таиб (1987,1990,1991) и др..

## Галерея
- поэт Азиз Дераман
- писатель и драматург Джохан бин Джаафар
- писатель Разали Эндун
- писательница Рухайни Матдарин
- писатель и литературовед М. Салих Мухамад
- писатель Абдул Латиф бин Талиб
- писатель С.М. Закир
- поэт и писатель Малим Гозали ПК
- поэт Заен Кастури
- писатель Джасни Матлани
- писательница Ана Балкис
- поэт Т. Алиас Таиб
- писатель Файсал Техрани
- поэт Разали Мохд. Юссоф